# Ski de fond aux championnats du monde de ski nordique 2011
Les épreuves de ski de fond des Championnats du monde de ski nordique se déroulent sur le site National d'Holmenkollen.

## Résultats

### Hommes

#### Sprint
Libre
| Rang               | Fondeur             | Temps        | Retard  |
| ------------------ | ------------------- | ------------ | ------- |
| Médaille d'or      | Marcus Hellner      | 2 min 57 s 4 | —       |
| Médaille d'argent  | Petter Northug      | 2 min 58 s 0 | + 0 s 6 |
| Médaille de bronze | Emil Jönsson        | 2 min 58 s 5 | + 1 s 1 |
| 4                  | Ola Vigen Hattestad | 2 min 59 s 8 | + 2 s 4 |
| 5                  | Jesper Modin        | 3 min 00 s 4 | + 3 s 0 |
| 6                  | Peeter Kümmel       | 3 min 01 s 4 | + 4 s 0 |

[PDF] (en) Résultats officiels détaillés

#### Poursuite
15 km libre + 15 km classique
| Rang               | Fondeur                | Temps              | Retard  |
| ------------------ | ---------------------- | ------------------ | ------- |
| Médaille d'or      | Petter Northug         | 1 h 14 min 10 s 4  | —       |
| Médaille d'argent  | Maxim Vylegzhanin      | 1 h 14 min 11 s 1  | + 0 s 7 |
| Médaille de bronze | Ilia Chernousov        | 1 h 14 min 11 s 6  | + 1 s 2 |
| 4                  | Sergei Dolidovich      | 1 h 14 min 13 s 0  | + 2 s 6 |
| 5                  | Martin Johnsrud Sundby | 1 h 14 min 13 s 5  | + 3 s 1 |
| 6                  | Marcus Hellner         | 1 h 14 min 13 s 5  | + 3 s 1 |
| 7                  | Roland Clara           | 1 h 14 min 15 s 8  | + 5 s 4 |
| 8                  | Tobias Angerer         | 1 h 14 min 16 s 19 | + 6 s 5 |
| 9                  | Devon Kershaw          | 1 h 14 min 16 s 19 | + 6 s 5 |
| 10                 | Giorgio Di Centa       | 1 h 14 min 19 s 8  | + 9 s 4 |

[PDF] (en) Résultats officiels détaillés

#### 15 km classique
| Rang               | Fondeur                | Temps         | Retard         |
| ------------------ | ---------------------- | ------------- | -------------- |
| Médaille d'or      | Matti Heikkinen        | 38 min 14 s 7 | —              |
| Médaille d'argent  | Eldar Rønning          | 38 min 28 s 0 | + 13 s 3       |
| Médaille de bronze | Martin Johnsrud Sundby | 38 min 46 s 6 | + 31 s 9       |
| 4                  | Stanislav Voljentsev   | 38 min 51 s 3 | + 36 s 6       |
| 5                  | Sami Jauhojärvi        | 38 min 58 s 9 | + 44 s 2       |
| 6                  | Maurice Manificat      | 39 min 03 s 5 | + 48 s 8       |
| 7                  | Lukáš Bauer            | 39 min 09 s 7 | + 55 s 0       |
| 8                  | Ville Nousiainen       | 39 min 11 s 0 | + 56 s 3       |
| 9                  | Tobias Angerer         | 39 min 24 s 8 | + 1 min 10 s 1 |
| 10                 | Maxim Vylegzhanin      | 39 min 25 s 7 | + 1 min 11 s 0 |

[PDF] (en) Résultats officiels détaillés

#### Sprint par équipes
Classique
| Rang               | Fondeurs                                    | Temps         | Retard   |
| ------------------ | ------------------------------------------- | ------------- | -------- |
| Médaille d'or      | Canada Devon Kershaw Alex Harvey            | 19 min 10 s 0 | —        |
| Médaille d'argent  | Norvège Petter Northug Ola Vigen Hattestad  | 19 min 10 s 2 | + 0 s 2  |
| Médaille de bronze | Russie Alexander Panzhinskiy Nikita Kriukov | 19 min 10 s 4 | + 0 s 4  |
| 4                  | Allemagne Jens Filbrich Tim Tscharnke       | 19 min 10 s 9 | + 0 s 9  |
| 5                  | Finlande Sami Jauhojärvi Ville Nousiainen   | 19 min 11 s 1 | + 1 s 1  |
| 6                  | Kazakhstan Denis Volotka Alexey Poltaranin  | 19 min 21 s 5 | + 11 s 5 |
| 7                  | Suède Jesper Modin Emil Jönsson             | 19 min 22 s 0 | + 12 s 0 |
| 8                  | France Jean-Marc Gaillard Cyril Miranda     | 19 min 32 s 4 | + 22 s 4 |
| 9                  | Italie Renato Pasini Loris Frasnelli        | 19 min 39 s 1 | + 29 s 1 |
| 10                 | États-Unis Torin Koos Andrew Newell         | 20 min 01 s 6 | + 51 s 6 |

[PDF] (en) Résultats officiels détaillés

#### Relais 4 × 10 km
Libre et classique
| Rang               | Fondeurs                                                                        | Temps Temps par fondeur (10 km)                         | Temps final       | Retard         |
| ------------------ | ------------------------------------------------------------------------------- | ------------------------------------------------------- | ----------------- | -------------- |
| Médaille d'or      | Norvège Martin Johnsrud Sundby Eldar Rønning Tord Asle Gjerdalen Petter Northug | 26 min 05 s 7 25 min 44 s 7 24 min 22 s 4 23 min 57 s 4 | 1 h 40 min 10 s 2 | —              |
| Médaille d'argent  | Suède Daniel Richardsson Johan Olsson Anders Södergren Marcus Hellner           | 25 min 43 s 5 26 min 06 s 3 24 min 22 s 2 23 min 59 s 5 | 1 h 40 min 11 s 5 | + 1 s 3        |
| Médaille de bronze | Allemagne Jens Filbrich Axel Teichmann Franz Göring Tobias Angerer              | 26 min 13 s 7 26 min 03 s 7 23 min 56 s 5 24 min 02 s 0 | 1 h 40 min 15 s 9 | + 5 s 7        |
| 4                  | Finlande Ville Nousiainen Sami Jauhojärvi Juha Lallukka Matti Heikkinen         | 26 min 38 s 6 25 min 35 s 2 23 min 47 s 4 24 min 24 s 0 | 1 h 40 min 25 s 2 | + 15 s 0       |
| 5                  | Italie Valerio Checchi Giorgio Di Centa Roland Clara Pietro Piller Cottrer      | 26 min 26 s 7 25 min 50 s 0 23 min 48 s 2 24 min 36 s 6 | 1 h 40 min 41 s 5 | + 31 s 3       |
| 6                  | Japon Kouhei Shimizu Keishin Yoshida Masaya Kimura Nobu Naruse                  | 26 min 26 s 0 25 min 51 s 1 24 min 54 s 7 24 min 37 s 6 | 1 h 41 min 49 s 4 | + 1 min 39 s 2 |
| 7                  | Russie Maxim Vylegzhanin Stanislav Voljentsev Alexander Legkov Ilia Chernousov  | 25 min 43 s 0 26 min 26 s 8 25 min 41 s 1 24 min 55 s 4 | 1 h 42 min 46 s 6 | + 2 min 36 s 1 |
| 8                  | Tchéquie Martin Jakš Lukáš Bauer Jiří Magál Martin Koukal                       | 27 min 03 s 9 26 min 08 s 0 25 min 12 s 7 24 min 43 s 6 | 1 h 43 min 08 s 2 | + 2 min 58 s 0 |
| 9                  | Suisse Toni Livers Dario Cologna Remo Fischer Curdin Perl                       | 27 min 06 s 9 26 min 05 s 5 25 min 12 s 4 24 min 56 s 1 | 1 h 43 min 20 s 9 | + 3 min 10 s 7 |
| 10                 | Estonie Jaak Mae Algo Kärp Karel Tammjärv Aivar Rehemaa                         | 26 min 11 s 6 26 min 49 s 6 25 min 19 s 4 25 min 00 s 7 | 1 h 43 min 21 s 3 | + 3 min 11 s 1 |

[PDF] (en) Résultats officiels détaillés

#### 50 km
Libre
| Rang               | Fondeur             | Temps             | Retard   |
| ------------------ | ------------------- | ----------------- | -------- |
| Médaille d'or      | Petter Northug      | 2 h 08 min 09 s 0 | —        |
| Médaille d'argent  | Maxim Vylegzhanin   | 2 h 08 min 10 s 7 | + 1 s 07 |
| Médaille de bronze | Tord Asle Gjerdalen | 2 h 08 min 15 s 3 | + 6 s 3  |
| 4                  | Sjur Røthe          | 2 h 08 min 17 s 0 | + 8 s 0  |
| 5                  | Alex Harvey         | 2 h 08 min 17 s 2 | + 8 s 2  |
| 6                  | Tobias Angerer      | 2 h 08 min 17 s 2 | + 8 s 2  |
| 7                  | Daniel Richardsson  | 2 h 08 min 17 s 5 | + 8 s 5  |
| 8                  | Juha Lallukka       | 2 h 08 min 19 s 4 | + 10 s 4 |
| 9                  | Giorgio Di Centa    | 2 h 08 min 33 s 9 | + 24 s 9 |
| 10                 | Sergei Dolidovich   | 2 h 08 min 35 s 9 | + 26 s 9 |

[PDF] (en) Résultats officiels détaillés

### Femmes

#### Sprint
Libre
| Rang               | Fondeuse          | Temps        | Retard   |
| ------------------ | ----------------- | ------------ | -------- |
| Médaille d'or      | Marit Bjørgen     | 3 min 03 s 9 | —        |
| Médaille d'argent  | Arianna Follis    | 3 min 04 s 1 | + 0 s 2  |
| Médaille de bronze | Petra Majdič      | 3 min 04 s 4 | + 0 s 5  |
| 4                  | Vesna Fabjan      | 3 min 04 s 4 | + 0 s 5  |
| 5                  | Justyna Kowalczyk | 3 min 05 s 7 | + 1 s 8  |
| 6                  | Alena Procházková | 3 min 15 s 4 | + 11 s 5 |

[PDF] (en) Résultats officiels détaillés

#### Poursuite
7,5 km libre + 7,5 km classique
| Rang               | Fondeuse               | Temps         | Retard         |
| ------------------ | ---------------------- | ------------- | -------------- |
| Médaille d'or      | Marit Bjørgen          | 38 min 08 s 6 | —              |
| Médaille d'argent  | Justyna Kowalczyk      | 38 min 16 s 1 | + 7 s 5        |
| Médaille de bronze | Therese Johaug         | 38 min 17 s 4 | + 8 s 8        |
| 4                  | Charlotte Kalla        | 39 min 02 s 5 | + 53 s 9       |
| 5                  | Marianna Longa         | 39 min 17 s 0 | + 1 min 08 s 4 |
| 6                  | Maria Rydqvist         | 39 min 17 s 4 | + 1 min 08 s 8 |
| 7                  | Nicole Fessel          | 39 min 17 s 4 | + 1 min 08 s 8 |
| 8                  | Aino-Kaisa Saarinen    | 39 min 19 s 9 | + 1 min 11 s 3 |
| 9                  | Kristin Størmer Steira | 39 min 24 s 6 | + 1 min 16 s 0 |
| 10                 | Anna Haag              | 39 min 46 s 8 | + 1 min 38 s 2 |

[PDF] (en) Résultats officiels détaillés

#### 10 km classique
| Rang               | Fondeuse               | Temps         | Retard         |
| ------------------ | ---------------------- | ------------- | -------------- |
| Médaille d'or      | Marit Bjørgen          | 28 min 39 s 3 | —              |
| Médaille d'argent  | Justyna Kowalczyk      | 28 min 43 s 4 | + 4 s 1        |
| Médaille de bronze | Aino-Kaisa Saarinen    | 28 min 49 s 0 | + 9 s 7        |
| 4                  | Therese Johaug         | 28 min 03 s 0 | + 23 s 7       |
| 5                  | Krista Lähteenmäki     | 28 min 03 s 2 | + 23 s 9       |
| 6                  | Pirjo Muranen          | 28 min 06 s 1 | + 26 s 8       |
| 7                  | Pirjo Muranen          | 28 min 08 s 2 | + 28 s 9       |
| 8                  | Kerttu Niskanen        | 28 min 29 s 0 | + 49 s 7       |
| 9                  | Vibeke Skofterud       | 28 min 40 s 2 | + 1 min 00 s 9 |
| 10                 | Kristin Størmer Steira | 28 min 42 s 9 | + 1 min 03 s 6 |

[PDF] (en) Résultats officiels détaillés

#### Sprint par équipes
Classique
| Rang               | Fondeuses                                                 | Temps         | Retard   |
| ------------------ | --------------------------------------------------------- | ------------- | -------- |
| Médaille d'or      | Suède Ida Ingemarsdotter Charlotte Kalla                  | 19 min 25 s 0 | —        |
| Médaille d'argent  | Finlande Aino Kaisa Saarinen Krista Lähteenmäki           | 19 min 28 s 3 | + 3 s 3  |
| Médaille de bronze | Norvège Maiken Caspersen Falla Astrid Uhrenholdt Jacobsen | 19 min 29 s 1 | + 4 s 1  |
| 4                  | Italie Arianna Follis Marianna Longa                      | 19 min 40 s 1 | + 15 s 1 |
| 5                  | Slovénie Katja Višnar Petra Majdič                        | 19 min 43 s 5 | + 18 s 5 |
| 6                  | Canada Perianne Jones Daria Gaiazova                      | 20 min 11 s 9 | + 46 s 9 |
| 7                  | Allemagne Stefanie Böhler Nicole Fessel                   | 20 min 12 s 8 | + 47 s 8 |
| 8                  | Japon Masako Ishida Madoka Natsumi                        | 20 min 19 s 1 | + 54 s 1 |
| 9                  | États-Unis Sadie Bjornsen Kikkan Randall                  | 20 min 21 s 5 | + 56 s 5 |
| 10                 | Russie Anastasia Dotsenko Julia Ivanova                   | 20 min 23 s 3 | + 58 s 3 |

[PDF] (en) Résultats officiels détaillés

#### Relais 4 × 5 km
Libre et classique
| Rang               | Fondeuses                                                                          | Temps par boucle (5 km)                                 | Temps total   | Retard         |
| ------------------ | ---------------------------------------------------------------------------------- | ------------------------------------------------------- | ------------- | -------------- |
| Médaille d'or      | Norvège Vibeke Skofterud Therese Johaug Kristin Størmer Steira Marit Bjørgen       | 13 min 58 s 8 13 min 47 s 7 12 min 58 s 3 12 min 45 s 2 | 53 min 30 s 0 | —              |
| Médaille d'argent  | Suède Ida Ingemarsdotter Anna Haag Britta Johansson Norgren Charlotte Kalla        | 13 min 49 s 3 14 min 05 s 9 13 min 24 s 3 12 min 46 s 6 | 54 min 06 s 1 | + 36 s 1       |
| Médaille de bronze | Finlande Pirjo Muranen Aino Kaisa Saarinen Riitta-Liisa Roponen Krista Lähteenmäki | 13 min 56 s 6 14 min 03 s 6 13 min 20 s 3 13 min 09 s 3 | 54 min 29 s 8 | + 59 s 8       |
| 4                  | Italie Marianna Longa Antonella Confortola Wyatt Silvia Rupil Arianna Follis       | 13 min 47 s 9 14 min 56 s 3 13 min 18 s 7 12 min 53 s 2 | 54 min 56 s 1 | + 1 min 26 s 1 |
| 5                  | Allemagne Stefanie Böhler Katrin Zeller Evi Sachenbacher-Stehle Nicole Fessel      | 14 min 20 s 9 14 min 08 s 5 13 min 23 s 5 13 min 18 s 9 | 55 min 11 s 8 | + 1 min 41 s 8 |
| 6                  | Russie Valentina Novikova Alija Iksanova Yulia Tchekaleva Olga Mikhaïlova          | 14 min 26 s 6 14 min 50 s 4 12 min 56 s 6 13 min 31 s 8 | 55 min 45 s 4 | + 2 min 15 s 4 |
| 7                  | Slovénie Anja Eržen Petra Majdic Vesna Fabjan Barbara Jezeršek                     | 14 min 45 s 9 13 min 41 s 7 13 min 43 s 2 13 min 42 s 2 | 55 min 53 s 0 | + 2 min 23 s 0 |
| 8                  | Pologne Ewelina Marcisz Justyna Kowalczyk Paulina Maciuszek Agnieszka Szymanczak   | 14 min 52 s 7 13 min 34 s 7 13 min 46 s 0 14 min 05 s 8 | 56 min 19 s 2 | + 2 min 49 s 2 |
| 9                  | États-Unis Kikkan Randall Holly Brooks Elizabeth Stephen Jessica Diggins           | 14 min 28 s 1 14 min 55 s 8 13 min 34 s 2 13 min 25 s 6 | 56 min 24 s 7 | + 2 min 54 s 7 |
| 10                 | Japon Madoka Natsumi Masako Ishida Yuki Kobayashi Michito Kashiwabara              | 14 min 28 s 8 14 min 13 s 5 13 min 46 s 9 13 min 56 s 6 | 56 min 25 s 8 | + 2 min 55 s 8 |

[PDF] (en) Résultats officiels détaillés

#### 30 km
Libre
| Médaille d'or      | Therese Johaug         | 1 h 23 min 45 s 1 | —              |
| Médaille d'argent  | Marit Bjørgen          | 1 h 24 min 29 s 1 | + 44 s 0       |
| Médaille de bronze | Justyna Kowalczyk      | 1 h 25 min 19 s 1 | + 1 min 34 s 0 |
| 4                  | Charlotte Kalla        | 1 h 25 min 50 s 6 | + 2 min 05 s 5 |
| 5                  | Kristin Størmer Steira | 1 h 26 min 05 s 9 | + 2 min 20 s 8 |
| 6                  | Vibeke Skofterud       | 1 h 26 min 21 s 5 | + 2 min 36 s 4 |
| 7                  | Nicole Fessel          | 1 h 26 min 49 s 0 | + 3 min 03 s 9 |
| 8                  | Marianna Longa         | 1 h 26 min 54 s 9 | + 3 min 09 s 8 |
| 9                  | Antonella Confortola   | 1 h 26 min 55 s 3 | + 3 min 10 s 2 |
| 10                 | Anna Haag              | 1 h 26 min 56 s 5 | + 3 min 11 s 4 |

[PDF] (en) Résultats officiels détaillés

## Tableau des médailles
| Rang | Nation   | Or | Argent | Bronze | Total |
| ---- | -------- | -- | ------ | ------ | ----- |
| 1    | Norvège  | 8  | 4      | 4      | 16    |
| 2    | Suède    | 2  | 2      | 1      | 5     |
| 3    | Finlande | 1  | 1      | 2      | 4     |
| 4    | Canada   | 1  | 0      | 0      | 1     |
| 5    | Russie   | 0  | 2      | 2      | 4     |
| 6    | Pologne  | 0  | 2      | 1      | 3     |
| 7    | Italie   | 0  | 1      | 0      | 1     |
| 8    | Slovénie | 0  | 0      | 1      | 1     |